# Eutachycines caecus
Eutachycines caecus är en insektsart som först beskrevs av Lucien Chopard 1924.  Eutachycines caecus ingår i släktet Eutachycines och familjen grottvårtbitare. Inga underarter finns listade i Catalogue of Life.